# Haystack Rock

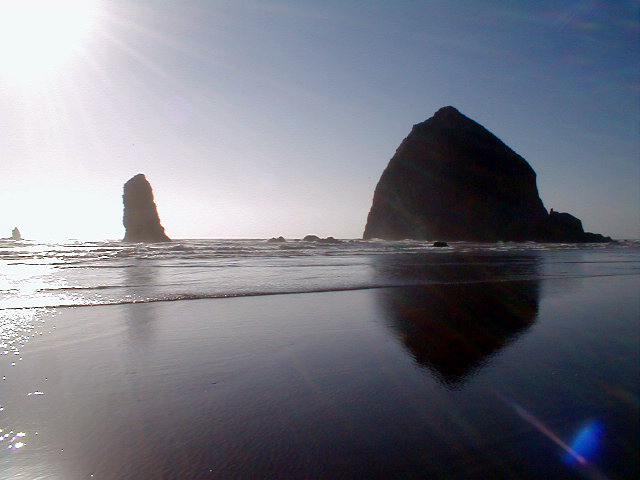
Skała Haystack w Cannon Beach Oregon USA

Haystack Rock – 72-metrowa (235 stóp wysokości) kolumna w Cannon Beach w stanie Oregon w USA. Popularny wśród turystów monolit skalny. Położony w sąsiedztwie plaży. Stanowi siedlisko wielu zwierząt morskich: rozgwiazd, ukwiałów, krabów, chitonów, pijawek, ślimaków. Skała jest także miejscem lęgowym dla wielu ptaków morskich.
Na Haystack Rock kręcono filmy Goonies i Gliniarz w przedszkolu.